# Майдан (Сувальський повіт)
Майдан (пол. Majdan) — село в Польщі, у гміні Шиплішки Сувальського повіту Підляського воєводства.
Населення — 61 особа (2011).
У 1975-1998 роках село належало до Сувальського воєводства.

## Демографія
Демографічна структура станом на 31 березня 2011 року:
|          | Загалом | Допрацездатний вік | Працездатний вік | Постпрацездатний вік |
| -------- | ------- | ------------------ | ---------------- | -------------------- |
| Чоловіки | 31      | 7                  | 14               | 10                   |
| Жінки    | 30      | 7                  | 16               | 7                    |
| Разом    | 61      | 14                 | 30               | 17                   |